# Molophilus (Molophilus) huron
Molophilus (Molophilus) huron is een tweevleugelige uit de familie steltmuggen (Limoniidae). De soort komt voor in het Nearctisch gebied.